# Холли Стивенс
Хо́лли Сти́венс (англ. Hollie Stevens), настоящее имя — Ти́а Ки́дуэлл (англ. Tia Kidwell); 4 января 1982, Миссури — 3 июля 2012, Сан-Франциско) — американская актриса и фотомодель.

## Карьера
Снималась в порно и в фильмах категории B. Долгое время работала моделью для журнала «Girls & Corpses». Лауреат премии «AVN Awards» (2004).
По данным на 2020 год, Холли Стивенс снялась в 326 порнофильмах.

## Болезнь, замужество и смерть
В апреле 2011 года у Холли был диагностирован рак молочной железы, а в августе того же года Стивенс прошла мастэктомию.
4 июня 2012 года Холли, с признаками осложнения от рака, была доставлена в один из госпиталей Сан-Франциско (штат Калифорния, США), где несколько часов спустя было обнаружено, что Стивенс страдает от тяжёлого обезвоживания после химиотерапии и имеет два сгустка крови (один в верху её правой руки, второй — в горле). 4 дня спустя, 8 июня, стало ясно, что болезнь Стивенс приобрела статус «смертельной» и врачи сообщили девушке, что жить ей осталось, примерно, «от нескольких недель до 3-х месяцев». Ещё 2 дня спустя, 10 июня, актриса вышла замуж за своего давнего возлюбленного Эрика Кэша в конференц-зале госпиталя.
Скончалась 3 июля 2012 года, спустя 3 недели после приговора врачей и замужества .

## Награды и номинации
- AVN Awards 2004 — «лучшая групповая лесбийская сцена» за The Violation of Jessica Darlin[7] (вместе с Джессикой Дарлин, Кристал Рэй, Брэнди Лайонс, Ланой Мур, Флик Шагвелл и Эшли Блу).
- AVN Awards 2004 номинация — «лучшая групповая сцена» за The Bachelor (вместе с Стивен Сент-Круа, Taylor Lynn , Рокси Джезель, Fallon Sommers , Jezebelle Bond, Ханна Харпер и Аврора Сноу)[14].